# 가상 망막 디스플레이

가상 망막 디스플레이의 동작을 보여주는 그림.

가상 망막 디스플레이(virtual retinal display, VRD, retinal scan display, RSD)는 망막에 직접 이미지를 디스플레이하는 기술이다.

## 같이 보기
- 증강현실
- 구글 글래스
- 스마트글래스